# Matthias Schweighöfer
Matthias Schweighöfer (Anklam, 11 maart 1981) is een Duits acteur.

## Filmografie
- 1998 - Spuk aus der Gruft - Torsten
- 2000 - Freunde - Speedy
- 2001 - Mein Vater, die Tunte - Jan Quinn
- 2001 - Herz über Kopf - Dirk Bachmann
- 2002 - Nachts im Park - Hansen
- 2002 - FearDotCom - Dieter Schrader
- 2002 - Soloalbum  - Ben
- 2003 - Die Klasse von '99 - Schule war gestern, Leben ist jetzt - Felix
- 2004 - Kammerlimmern - Crash
- 2004 - Baal - Baal
- 2005 - Kombat Sechzehn - Daniel
- 2005 - Polly Blue Eyes - Ronny
- 2006 - Der blaue Affe - Laurin
- 2007 - Das wilde Leben - Rainer Langhans
- 2007 - Fata Morgana - Daniel
- 2007 - Keinohrhasen - Moritz
- 2008 - The Red Baron - Manfred von Richthofen
- 2008 - Der Architekt - Jan Winter
- 2008 - Valkyrie - SS-soldaat
- 2009 - Night Train - Frankie
- 2009 - 12 Meter ohne Kopf - Gödeke Michels
- 2009 - Must Love Death - Nerd#1
- 2009 - Zweiohrküken - Moritz
- 2010 - Friendship! - Tom Kleeberg
- 2010 - 3faltig - Christl
- 2011 - What a Man - Alex
- 2011 - Rubbeldiekatz - Alex
- 2012 - Russendisko - Wladimir Kaminer
- 2013 - Schlussmacher - Paul Voigt
- 2013 - Kokowääh 2 - Matthias
- 2013 - Keinohrhase und Zweiohrküken - Fuchs (stem)
- 2013 - Frau Ella - Sascha
- 2014 - Vaterfreuden - Felix
- 2014 - Irre sind männlich - Partygast
- 2014 - Bibi & Tina: Voll verhext! - Prinz Charming
- 2015 - Der Nanny - Clemens Klina
- 2016 - Robinson Crusoe - Robinson Crusoe (stem)
- 2016 - Der geilste Tag - Andi
- 2016 - Vier gegen die Bank - Max
- 2017 - Bullyparade: Der Film - Cameo
- 2018 - Hot Dog - Theo Ransoff
- 2018 - Vielmachglas - Erik Ruge
- 2018 - Kursk - Pavel Sonin
- 2018 - 100 Dinge - Anton Katz
- 2020 - Resistance - Klaus Barbie
- 2021 - Army of the Dead - Ludwig Dieter
- 2021 - Hinterland - Josef Severin
- 2021 - Army of Thieves - Ludwig Dieter (Sebastian Schlencht-Wöhnert)
- 2022 - The Swimmers - Sven
- 2023 - Oppenheimer - Werner Heisenberg
- 2023 - Heart of Stone - Rachel Stone / Nine of Hearts
- 2025 - Brick - Tim